# Can Bialet
Can Bialet, Can Bialó o Can Pere Cargol, és una masia d'Esplugues de Llobregat (Baix Llobregat) protegida com a bé cultural d'interès local, a més de formar part del conjunt del carrer de Montserrat.

## Descripció
Està situada en ple nucli antic, a prop de l'església parroquial de Santa Maria Magdalena i en l'antic camí històric del carrer de Montserrat.
És una masia de planta basilical amb tres cossos i façana asimètrica. Consta de planta baixa, pis i golfes. El cos central és amb coberta a dues vessants, mentre que els laterals ho fan a una vessant. L'accés principal, desplaçat de l'eix central de l'edifici, està alçat del nivell del sòl, accedint-s'hi per sis graons. Posseeix marc de porta adovellat. El balcó i les finestres de la planta principal tenen marcs de pedra.

## Història
No hi ha documentació referent al seu origen, però probablement data del segle xvi. Va ser adquirida per l'escultor Xavier Corberó i Olivella que la va reformar per a habitatge de lloguer en la dècada del 1980.